# Joseph Pless
Joseph Pless (* 6. Oktober 1880 in Szakálháza (deutsch Sackelhausen), Königreich Ungarn, Österreich-Ungarn; † 16. Dezember 1969 in Freidorf (Timișoara), Sozialistische Republik Rumänien) war Ordinarius substitutus des Bistums Timișoara.

## Leben

### Studium, Priester, Professor
Joseph Pless besuchte das Gymnasien in Féregyháza, Szeged und Temesvár (Timișoara, Temeswar); im Juni 1900 machte er sein Abitur. Von 1900 bis 1904 absolvierte Pless das Theologiestudium in Temesvár. Seine Priesterweihe erhielt er am 21. Januar 1904. Von 1904 bis 1911 war er als Kaplan in Pankota, Buziás und Nagyszentmiklós (Großsanktnikolaus) tätig. 1911 wurde er Spiritual am Kloster der Armen Schulschwestern Notre Dame im Temesvárer Stadtteil Józsefváros (Iosefin, Josefstadt), und 1914 Professor an der dortigen Lehrerbildungsanstalt. 1920 übernahm er im gleichen Stadtteil die Leitung der Lehrerinnenbildungsanstalt.
Von 1938 bis 1969 war Joseph Pless Domherr des Bistums Timișoara; von  1938 bis 1951, war er im Stadtteil Cetate als Seelsorger tätig. 1940 wurde er Päpstlicher Kämmerer und Vorsitzender des Disziplinarausschusses für die katholischen Lehrer.

### Ordinarius substitutus
Von 1947 bis 1951 war Joseph Pless Generalvikar des Bistums Timișoara. Angesichts der außerordentlichen Situation der Kirche im ganzen Land wurde hinsichtlich der bischöflichen Jurisdiktion wie in den Missionsländern verfahren. Jeder Jurisdiktionsträger, d. h. jeder Bischof, musste zwei Nachfolger bestimmen, die im Fall der eigenen Amtsverhinderung die Jurisdiktionsrechte und -pflichten als Ordinarius substitutus wahrzunehmen hatten.
Da Bischof Augustin Pacha 1948 vom Staat zwangspensioniert wurde, überließ er die formelle Leitung der Diözese seinem Generalvikar, Domherrn Joseph Pless, der nach der Verhaftung des Bischofs als erster die Diözese als Ordinarius substitutus bis zu seiner eigenen Verhaftung im Sommer 1951 leitete.

### Haft und Tod
Am 18. August 1951 wurde Joseph Pless verhaftet und zu zwölf Jahren Zuchthaus verurteilt. Er war in den Gefängnissen in Timișoara, Jilava, Ocnele Mari, Pitești u. a. inhaftiert. Am 6. Oktober 1964 kam er im Zuge einer Amnestie frei. Nach seiner Entlassung lebte er 1964–1969 in Freidorf, Timișoara. Er wurde auf dem dortigen Friedhof von Ordinarius Konrad Kernweisz beigesetzt.